# Джурович, Даниэла
Даниэла Джурович (черног. Danijela Đurović/Данијела Ђуровић; род. 27 марта 1973, Котор, Югославия) — черногорский политический деятель. В прошлом — член Социалистической народной партии Черногории (2008—2023), спикер cкупщины Черногории (2020—2023), депутат скупщины Черногории (2020—2023).

## Биография
Родилась 27 марта 1973 года в городе Котор в Социалистической Федеративной Республике Югославия (СФРЮ).
Окончила начальную школу в городе Херцег-Нови. Училась там же в средней школе. Окончила среднюю школу в американском городе Пеория в штате Иллинойс. Окончила факультет организационных наук Белградского университета, получила диплом инженера-менеджера. Окончила магистратуру на факультете естественных наук и математики Университета Черногории в Подгорице, где получила степень магистра в области экологии и охраны окружающей среды.
В 1996 году начала работать в компании Generalmarket в Белграде, где руководила коммерческой службой до 2000 года. В 2000—2008 годах работала в компании Čistoća в Херцег-Нови над стратегическим развитием и улучшением системы менеджмента качества, затем менеджером коммерческого сектора и помощником директора. Принимала участие во всех важных проектах и исследованиях в области охраны окружающей среды, как в компании, так и на уровне общины Херцег-Нови.

## Политическая карьера
В 2008 году вступила в Социалистическую народную партию Черногории.
В 2008—2012 годах — менеджер общины Херцег-Нови. В 2012 году стала первой женщиной, избранной председателем cкупщины общины Херцег-Нови, занимала должность до 2015 года. В 2017 году избрана вице-президентом общины Херцег-Нови.
С 2017 по 2021 год выполняла функции вице-президента Социалистической народной партии Черногории.
По результатам парламентских выборов 2020 года избрана депутатом cкупщины Черногории от коалиции «За будущее Черногории».
28 апреля 2022 года избрана спикером cкупщины Черногории. За её кандидатуру проголосовали 45 из 81 депутатов, 3 депутата проголосовали против. Её предшественник Алекса Бечич был отправлен в отставку 7 февраля по инициативе Мило Джукановича, лидера оппозиционной Демократической партии социалистов Черногории, на фоне политического кризиса, связанного с отставкой правительства Здравко Кривокапича. Временно исполнял обязанности спикера скупщины его заместитель Страхиня Булайич.
15 мая 2023 года Джурович, министр юстиции Марко Ковач, министр образования Миомир Войнович, а также Небойша Вуксанович (Nebojša Vuksanović) покинули Социалистическую народную партию Черногории.
Является экспертом и консультантом в области обращения с отходами в Черногории и мире, является автором ряда научных работ в области охраны окружающей среды.

## Личная жизнь
Замужем и мать двоих сыновей. 